# Apex 英雄
《Apex 英雄》，是一個由Respawn Entertainment开發、美商藝電發行的免費大逃殺多人在线角色扮演第一人称射击游戏，沿用《泰坦降臨系列》的世界觀。该游戲于2019年2月4日發布Microsoft Windows、PlayStation 4和Xbox One平台，2021年3月9日推出任天堂Switch平台，2023年3月28日推出PlayStation 5和Xbox Series X/S平台，遊戲支持跨平台遊玩。2021年4月已突破1億玩家，可能是玩家數量最多的電子遊戲之一。專門為手機設計的《Apex 英雄 M》是由Respawn Entertainment及騰訊的光子工作室製作，並且使用虛幻引擎4，於2022年5月18日在Android和iOS平台上發布，但不支持跨平台遊玩。2025年8月6日於任天堂Switch 2平台上發佈。

## 遊戲玩法
《Apex 英雄》採用经典的大逃杀游戏规则，但加入了「传奇」玩法，玩家能操控並使用具有獨特技能的角色，稱為「传奇」。游戏的背景设定在《泰坦降臨2》的18年以后（約2715－2734年）。游戏中不会出现泰坦，但繼承了很多《泰坦降臨系列》的元素、特征和彩蛋。
游戏以1至3人小队为单位进行游戏，每局游戏最多有60人（2020年4月新增了雙排模式），每位玩家可以从25位传奇中选择一位进行游戏，每位传奇都有其独特的技能，玩家可以自定义传奇的外观。队伍空投落地后需要寻找武器、弹药及其他装备，小队间互相战斗至最后存活一队为胜。游戏特有复活系统，如有队友死亡，玩家可以在限时内取得阵亡队友的旗帜，并将其携至重生点即可复活队友。还可通过寻找升级包提升自己的护甲，获得新技能等。同时，游戏设有较为详细的标记功能，也可进行队伍语音。
《Apex 英雄》游戏本体免费，游戏支持微交易，玩家可用游戏内货币购买新的传奇角色、外观、卡片外观、Apex组合包及其他限时购买内容。这些可购买内容也可以通过游戏对战奖励获得，它们不会影响游戏平衡。

### 賽季
賽季一般會持續約三個月的時間並且和積分賽遊戲吻合。每個賽季都有新的戰鬥通行證、遊戲平衡性變更與全新外觀道具，其中也可能推出新传奇、功能、模式或地圖變更與武器。
| 賽季 | 主題                      | 開始日期       | 全新                 | 備註                                               |
| ---- | ------------------------- | -------------- | -------------------- | -------------------------------------------------- |
| 1    | 狂野邊境（Wild Frontier） | 2019年3月20日  | （Octane）           | 新增戰鬥通行證功能                                 |
| 2    | 衝鋒陷陣（Battle Charge） | 2019年7月3日   | （Wattson）          | 新增大逃殺積分賽                                   |
| 3    | 瓦解冰消（Meltdown）      | 2019年10月2日  | （Crypto）           | 新增世界邊緣地圖                                   |
| 4    | 同化（Assimilation）      | 2020年2月4日   | 亡灵（Revenant）     |                                                    |
| 5    | 时来运转（Fortune's Favor）       | 2020年5月12日  | 罗芭（Loba）         | 新增任務功能                                       |
| 6    | 马力全开（Boosted）               | 2020年8月18日  | （Rampart）          | 新增合成功能                                       |
| 7    | 直上云霄（Ascension）             | 2020年11月4日  | （Horizon）          | 新增奧林匹斯地圖與俱樂部功能                       |
| 8    | 死斗（Mayhem）                | 2021年2月2日   | （Fuse）             |                                                    |
| 9    | 流傳千古（Legacy）        | 2021年5月4日   | 瓦尔基里（Valkyrie） | 新增競技場模式                                     |
| 10   | 羽化重生（Emergence）     | 2021年8月3日   | （Seer）             | 新增積分賽競技場模式                               |
| 11   | 逃脫隱世（Escape）        | 2021年11月2日  | （Ash）              | 新增地圖                                           |
| 12   | 違逆不從（Defiance）      | 2022年2月8日   | （Mad Maggie）       |                                                    |
| 13   | 救世英雄（Saviors）               | 2022年5月11日  | （Newcastle）        |                                                    |
| 14   | 猎物（Hunted）                | 2022年8月9日   | （Vantage）          |                                                    |
| 15   | 日蚀（Eclipse）               | 2022年11月1日  | （Catalyst）         | 新增地圖                                           |
| 16   | 狂欢（Revelry）           | 2023年2月14日  |                      | 重新編製传奇职業，推出团队死鬥等多个新模式             |
| 17   | 军火库（Arsenal）               | 2023年5月9日   | （Ballistic）        |                                                    |
| 18   | 复活（Resurrection）          | 2023年8月9日   |                      | 重新編製传奇亡靈的技能組合和造型                       |
| 19   | 點燃（Ignite）            | 2023年10月31日 | 導管（Conduit）      | 為積分賽玩法進行調整                               |
| 20   | 突破（Breakout）          | 2024年02月08日 |                      | 新增全新限時模式：直線射擊                         |
| 21   | 劇變（Upheaval）          | 2024年05月07日 | 變幻（Alter）        |                                                    |
| 22   | 震撼波動（Shockwave)      | 2024年08月06日 |                      | 新增電流區地圖                                     |
| 23   | 源自裂縫（From The Rift） | 2024年11月5日  |                      | 重新編製传奇命脉的技能組合和造型，以及「裂縫遺跡」遊戲機制 |
| 24   | 侵略（Takeover）          | 2025年2月11日  |                      | 調整裝甲機制，新增軍火庫                           |
| 25   | 金童降世（Prodigy）       | 2025年5月6日   | 雀影（Sparrow）      |                                                    |
| 26   | 巔峰對決（Showdown）      | 2025年8月6日   |                      | 新增全新常駐模式： 外卡                            |

### 遊戲角色
遊戲內有27位不同的传奇角色供玩家使用，每位传奇都擁有獨特的技能，其中部分角色的设计基于《泰坦降臨系列》。
|                       | 類型 | 職業 |
| --------------------- | ---- | ---- |
| 寻血猎犬（Bloodhound）        | 偵查 | 偵查 |
| 直布罗陀（Gibraltar） | 防守 | 支援 |
| 命脉（Lifeline）          | 辅助 | 支援 |
| 探路者（Pathfinder）  | 機動 | 散兵 |
| 恶灵（Wraith）        | 機動 | 散兵 |
| 班加罗尔（Bangalore）         | 機動 | 突擊 |
| 侵蚀（Caustic）           | 防守 | 控制 |
| 幻象（Mirage）        | 輔助 | 支援 |
| （Octane）            | 機動 | 散兵 |
| （Wattson）           | 防守 | 控制 |
| （Crypto）            | 偵查 | 偵查 |
| 亡灵（Revenant）      |      | 散兵 |
| 罗芭（Loba）          | 辅助 | 支援 |
| （Rampart）           | 防守 | 控制 |
| （Horizon）           | 機動 | 散兵 |
| （Fuse）              |      | 突擊 |
| 瓦尔基里（Valkyrie）  | 機動 | 散兵 |
| （Seer）              | 偵查 | 偵查 |
| （Ash）               |      | 突擊 |
| （Mad Maggie）        |      | 突擊 |
| （Newcastle）         | 防守 | 支援 |
| （Vantage）           | 偵查 | 偵查 |
| （Catalyst）          | 防守 | 控制 |
| （Ballistic）         |      | 突擊 |
| 導管（Conduit）       | 辅助 | 支援 |
| 變幻（Alter）         | 機動 | 散兵 |
| 雀影（Sparrow）       | 偵查 | 偵查 |

開發商重生曾經宣布熔爐（Forge）会成为第四赛季的新传奇，但实际是愚人节玩笑，并欺骗了所有玩家。他在「外域故事－近身过招」中被亡灵杀死。

## 歷史

### 制作
独立游戏开发商Respawn Entertainment曾制作（2014年）及其续作《泰坦降臨2》（2016年），并交付艺电发行。2017年工作室被艺电收购。《泰坦降臨系列》备受好评，玩家粘度极高，但并未获得预期市场表现。
Respawn在2017年准备着手开发《泰坦降臨3》时，也在密切关注游戏业界的风向，当时适逢《絕地求生》大热并引领一波大逃杀游戏的风潮。鉴于将《泰坦降臨》用于生存游戏模式业已实证可行，Respawn开始着手研究将其应用于大逃杀的游戏框架。由于大型可操纵机甲元素与大逃杀中的徒步战斗因素冲突，Respawn放弃了“泰坦”的设定，并转而根据《泰坦降臨》的世界观为《Apex 英雄》设计强力角色类。此外，Respawn希望充分利用免费盈利模式，并提出了Apex的概念，让工作室专注于发布内容及其后续更新维护。根据Drew McCoy的说法，EA对这种方法持怀疑态度，认为它存在风险，但《堡垒之夜：空降行动》的成功表明这种模式是可行的。Respawn在发布游戏以前一直将《Apex英雄》的开发进度保密，McCoy希望玩家可以自己去尝试、评判游戏，而非盲从游戏论坛风评、营销活动或者其他游戏评测。
《Apex 英雄》受近十年的多款射击游戏启发，包括《最後一戰系列》和《天命系列》，它们将引人入胜的战斗系统与不断演变的叙事相结合；育碧的《虹彩六號：圍攻行動》和暴雪的《鬥陣特攻》运用了角色机制，角色类差异使对抗战术互相压制，令游戏能在核心要素的基础上千变万化，极大提高游戏性。游戏基于Source引擎开发，与《神兵泰坦》前作使用同一引擎。在推出之前，McCoy承认在游戏开发计划中的确有跨平台联机的计划，目前该功能还在开发中，上线日期还没有确定。不过，由于不同平台系统之间的差别，跨平台进度共享以及跨平台购买这两项功能将无法落实到游戏当中。McCoy還表示未來還會讓《Apex 英雄》登入iOS，Android，截至2022年5月27日，手機平台iOS和Android的《Apex 英雄 M》已推出。

### 營運
《Apex 英雄》疑似已于2019年3月15日下午起对中国大陆地区锁区（即无法与海外玩家游玩），此前已有外国网友呼吁对中国大陆锁区，成为繼《絕地求生》之后第二款锁区的大逃杀游戏，在锁区前EA已经封锁了35万玩家的账号。
2019年6月，《Apex英雄》增加了对法语、德语、意大利语、波兰语、俄语、日语、中文、韓語配音的支持。
2020年6月，EA宣布将在年内在任天堂Switch和Steam商店上发售《Apex英雄》，届时游戏将支持PlayStation 4、Xbox One、Windows (Origin与Steam)以及任天堂Switch所有平台间的跨平台联机。
2021年2月，EA确认任天堂Switch版本将于3月10日发售，同日增加跨平台联机功能。

## 评价
| 汇总媒体   | 得分                              |
| ---------- | --------------------------------- |
| Metacritic | PC：88/100 PS4：88/100 X1：88/100 |

| 媒体          | 得分    |
| ------------- | ------- |
| Game Informer | 9.25/10 |
| GamesRadar+   | [ 23 ]  |
| GameSpot      | 9/10    |
| PC Gamer美国  | 93/100  |
| Jeuxvideo.com | 17/20   |

游戏发布后，获得了玩家的积极评价。发布8小时后，玩家数达到100万；24小时后，玩家数达到250万；72小时内，玩家数达到1000万，同时在线玩家数突破了100万。截至2019年10月，游戏玩家数已经达到了7000万。2021年4月，遊戲玩家已達一億。